# Chuỗi trách nhiệm
Chuỗi trách nhiệm là một khái niệm chính sách sử dụng trong pháp chế vận tải ở Úc để đặt nghĩa vụ pháp lý các bên trong chuỗi cung ứng giao thông hoặc trêncác ngành công nghiệp vận tải nói chung. Khái niệm ban đầu được phát triển để áp dụng trong ngành công nghiệp xe hạng nặng trong các lĩnh vực được quy định như tăng tốc, mệt mỏi và khối lượng, tải trọng và kích thước. Kể từ đó, nó đã lan sang các lĩnh vực giao thông khác, đặc biệt là ở Victoria, nơi nó đã được áp dụng trong các luật áp dụng cho ngành công nghiệp đường sắt, xe buýt, hàng hải và taxi.

## Bối cảnh
Khái niệm chuỗi trách nhiệm ban đầu được phát triển từ sự thừa nhận rằng hành vi trái pháp luật của tài xế xe tải bị ảnh hưởng và thường bị kiểm soát bởi hành động của các bên khác. Những lo ngại xuất hiện rằng luật giao thông thường tập trung vào hành động của các tài xế trong khi không đủ nhận thức và điều chỉnh hành động của các bên quan trọng khác. Do đó, chuỗi các luật trách nhiệm tìm cách cung cấp rằng các bên khác không thể khuyến khích, tạo ra các khuyến khích, yêu cầu hoặc cho phép các tài xế thực hiện các hành động bất hợp pháp.

## Cải cách Victoria

### Đánh giá pháp chế giao thông
Trong những năm gần đây, khái niệm chuỗi trách nhiệm đã được sử dụng rộng rãi làm cơ sở cho việc cải cách luật giao thông ở bang Victoria. Một đánh giá chính về chính sách và pháp luật tại Bang đó, Đánh giá Pháp luật Giao thông, đã dẫn đến khái niệm này được điều chỉnh để sử dụng trong một số đạo luật mới bao gồm Đạo luật An toàn Đường sắt 2006, Đạo luật An toàn Xe buýt 2009 và Đạo luật An toàn Hàng hải 2010.

### Đạo luật an toàn đường sắt
Victoria phải đối mặt với vấn đề luật giao thông đã lạc hậu và chưa hoàn chỉnh, không thể phản ánh chính sách hiện đại. Trong bài phát biểu đọc lần thứ hai cho một đạo luật an toàn đường sắt mới ở Victoria, Bộ trưởng Bộ Giao thông vận tải lúc đó đã giải thích rằng -
"Bây giờ người ta nhận ra rằng khuôn khổ lập pháp này đã không theo kịp với những phát triển đương đại trong quy định an toàn...  (T) pháp luật không thiết lập một chuỗi trách nhiệm nhất quán để quản lý hiệu quả các rủi ro an toàn đường sắt.  Ví dụ, không giống như các luật an toàn hiện đại khác, Đạo luật (hiện hành) không xác định các bên hoặc cá nhân chính có thể kiểm soát rủi ro và không áp dụng các trách nhiệm an toàn dựa trên hiệu suất. " 
Kết quả là, Bộ trưởng giải thích rằng -
"... Bill bây giờ trước Nhà và bao gồm việc thiết lập các nhiệm vụ an toàn đường sắt dựa trên hiệu suất cho các nhà khai thác đường sắt, các nhà quản lý cơ sở hạ tầng đường sắt, các nhà thầu làm việc trên cơ sở hạ tầng hoặc đường sắt, và nhân viên an toàn đường sắt bao gồm cả lái xe và bảo trì của toa và cơ sở hạ tầng để đảm bảo an toàn cho đến nay có thể thực hiện được.  Điều này áp đặt một cách hiệu quả các nghĩa vụ và nghĩa vụ an toàn đường sắt đối với mỗi người trong ngành đường sắt, những người có thể ảnh hưởng đến an toàn và xác định rõ vai trò và chuỗi trách nhiệm an toàn giữa họ.  Các nhiệm vụ nhấn mạnh trách nhiệm của mỗi người tham gia để thực hiện các bước càng xa càng tốt để xác định các mối nguy hiểm và quản lý rủi ro đối với sự an toàn nằm trong tầm kiểm soát của họ.  Điều này bao gồm những người có ảnh hưởng đến an toàn tồn tại 'thượng nguồn', chẳng hạn như những người liên quan đến thiết kế, sản xuất, bảo trì, sửa chữa và sửa đổi cơ sở hạ tầng đường sắt và đầu máy toa xe. " 
Đạo luật An toàn Đường sắt xuất hiện từ quá trình đó do đó áp đặt một chuỗi trách nhiệm đối với tất cả các bên quan trọng trong ngành đường sắt ở Victoria, người có thể ảnh hưởng đến kết quả an toàn. Trách nhiệm theo pháp luật và các biện pháp trừng phạt và hình phạt được phân bổ theo mức độ trách nhiệm của mỗi bên đối với việc tạo ra và quản lý rủi ro an toàn. Cách tiếp cận tương tự đã được thực hiện bởi Đánh giá Pháp luật Giao thông trong công việc của mình, dẫn đến các đạo luật mới ở Victoria trong ngành công nghiệp xe buýt, hàng hải và taxi.

### Tác động quốc gia
Công trình Victoria đã có ảnh hưởng vượt ra ngoài Bang đó. Sau khi ban hành Đạo luật An toàn Đường sắt Victoria vào đầu năm 2006, các Bộ trưởng Giao thông Úc  đã phê chuẩn Dự luật An toàn Đường sắt Mô hình quốc gia vào tháng 6 năm 2006, điều này đã thu hút rất nhiều vào công việc của Victoria bao gồm cả việc áp dụng chuỗi khái niệm trách nhiệm. Đề xuất dự luật quốc gia kể từ đó đã được tất cả các quốc gia và vùng lãnh thổ khác thông qua Đạo luật an toàn đường sắt phản ánh khuôn khổ.